# Římskokatolická farnost Radějov
Římskokatolická farnost Radějov je územní společenství římských katolíků s farním kostelem svatého Cyrila a Metoděje v děkanátu Veselí nad Moravou. 

## Historie farnosti
Nejstarší dochovaná písemná zmínka je z roku 1412. Kostel byl v obci postaven na začátku 20. století.

## Duchovní správci
Administrátorem excurrendo je od července 2013 R. D. Mgr. Jacek Nowakovski.

## Bohoslužby
| Kostel                    | Místo   | Bohoslužba (den)    | Hodina      | Poznámka     |
| ------------------------- | ------- | ------------------- | ----------- | ------------ |
| svatého Cyrila a Metoděje | Radějov | neděle středa pátek | 10.30 17.30 | farní kostel |

## Aktivity ve farnosti
Ve farnosti vychází pravidelně časopis Kostelníček. Na faře, kde nesídlí kněz, je možnost rekreace až pro 20 osob.